# Comico (personaggio)
Il Comico (Comedian) è un personaggio della serie a fumetti Watchmen del 1986, scritta da Alan Moore e disegnata da Dave Gibbons.
Il suo personaggio è basato su Peacemaker, originariamente posseduto dalla Charlton Comics ed in seguito acquisito dalla DC Comics, anche se il viso malrasato, il sigaro sempre in bocca e il suo passato di eroe di guerra, incluso il "lavoro sporco" che compie per il governo, lo fanno assomigliare anche al Nick Fury della Marvel Comics.

## Storia
La scoperta del cadavere di Edward Blake è l'evento con cui si apre il primo numero di Watchmen, pertanto tutta la sua storia sarà raccontata nella serie attraverso flashback.
Blake fu uno dei primi "avventurieri in costume", gli antesignani dei supereroi, ad apparire sulla piazza: iniziò la sua carriera da vigilante nel 1939. Negli anni quaranta, egli entrò a far parte di un gruppo di avventurieri mascherati, i Minutemen, da cui fu poi costretto a allontanarsi. Infatti, dopo aver tentato di violentare Spettro di Seta, un membro femminile del gruppo, fu scoperto e picchiato senza pietà da Giustizia Mascherata, il membro più anziano, e da quel momento lavorò sempre da solo.
Blake sostituì il suo costume pagliaccesco giallo, più adatto al suo alter ego, con un'armatura di cuoio, senza tuttavia abbandonare la sua mascherina "da Arlecchino"; unico altro elemento che rimandava alla "comicità" era un piccolo smiley giallo appuntato sugli abiti, un simbolo che ritornerà per tutto il corso dei dodici volumi, aprendo e chiudendo la storia. Dopo essere stato sfregiato da una donna vietnamita che aspettava un bambino da lui egli decise di sbarazzarsi anche della mascherina per sostituirla con una maschera di cuoio che gli copriva tutto il volto.

### Carriera
Il Comico divenne un eroe di guerra dopo avere combattuto nel Pacifico durante la Guerra di Corea; a seguito dell'eccellenza delle sue azioni fu impiegato dal governo statunitense in un vasto numero di operazioni, che culminarono con la Guerra del Vietnam, in cui egli si distinse per un comportamento particolarmente brutale e amorale. Una delle azioni più riprovevoli è stata l'uccidere una donna vietnamita che lui stesso aveva messo incinta: la donna gli aveva chiesto di portarla via con sé e, al suo rifiuto, lei gli ha sfigurato la faccia con una bottiglia rotta; per tutta risposta il Comico le spara.
Viene fatto intendere o detto esplicitamente, inoltre, che il Comico abbia avuto una parte importante in diversi avvenimenti storici: egli, nella realtà parallela della serie, avrebbe eliminato Bob Woodward e Carl Bernstein prima che potessero rivelare dettagli sullo scandalo Watergate, aumentando ulteriormente la popolarità di Richard Nixon (che in Watchmen viene eletto per svariati mandati consecutivi, anche grazie alla vittoria in Vietnam ottenuta per merito del Comico e del Dottor Manhattan).  Il Comico ha anche il merito di aver risolto la crisi degli ostaggi in Iran liberando i prigionieri con un blitz. Proprio per questi servigi resi agli USA il Comico diventa, assieme al Dr. Manhattan, l'unico vigilante a cui è permesso continuare il proprio lavoro, nonostante la promulgazione del Decreto Keene che rende illegali i supereroi.

### Morte
Nel 1985, anno in cui si svolgono le vicende del fumetto, il Comico scopre un'isola non segnata sulle carte e atterra su di essa, credendo si tratti di una base dei ribelli sandinisti. In realtà l'isola è il luogo prescelto da Ozymandias per attuare il suo piano. Blake scopre il piano di Ozymandias e rimane sconvolto, consapevole che in un mondo senza guerre lui, che sa essere solo un soldato, non servirebbe più a niente; incapace di tenere dentro di sé ciò che ha visto, torna negli USA, si ubriaca, va a casa di Moloch e gli racconta tutto, in uno sconnesso monologo da alcolista, ben sapendo che quest'ultimo non potrebbe mai capire; ma considerando il vecchio supercriminale come "la cosa più vicina a un amico che lui abbia". Sfortunatamente Ozymandias aveva nascosto delle cimici a casa di Moloch e così scopre tutto. Ozymandias raggiunge Blake nel suo lussuoso attico in cima a un grattacielo, dove egli vive un'esistenza da diplomatico che cela la sua vera identità da Comico, e dopo una furiosa lotta a mani nude lo uccide definitivamente buttandolo giù dalla finestra.

## Poteri e abilità
Il Comico non è dotato di superpoteri ma grazie alla sua vasta esperienza militare e paramilitare è un esperto utilizzatore di ogni tipo di arma ed un maestro di strategia, tattica e assassinio; è anche dotato di una discreta capacità intuitiva, tanto da essere stato il primo ad accorgersi del crescente distacco nei confronti degli esseri umani provato dal Dottor Manhattan. Il Comico è anche estremamente abile nel combattimento corpo a corpo, essendo una delle poche persone ad aver sconfitto un giovane e ancora inesperto Ozymandias. È inoltre dotato di una forza fisica fuori dal comune, tanto che con un singolo pugno è in grado di frantumare un muro.

## Altri media

### Cinema
Il Comico è apparso come antagonista secondario e antieroe nell'adattamento cinematografico del fumetto, interpretato dall'attore Jeffrey Dean Morgan e doppiato da Angelo Maggi.

## Curiosità
- Il vero nome del Comico, Edward Blake, è basato su quello di Blake Edwards, un regista appunto specializzato in "film comici" (come la serie della Pantera Rosa).